# Paratendipes fuscitibia
Paratendipes fuscitibia är en tvåvingeart som beskrevs av James E. Sublette 1960. Paratendipes fuscitibia ingår i släktet Paratendipes och familjen fjädermyggor.
Artens utbredningsområde är Kalifornien. Inga underarter finns listade i Catalogue of Life.